# Jimmy „Bo“ Horne
Jimmy „Bo“ Horne (* 28. September 1949 als Jimmie Horace Horne Jr. in West Palm Beach, Florida, Vereinigte Staaten), ist ein US-amerikanischer Musiker, Sänger und Aufnahmekünstler, zu dessen erfolgreichsten Liedern Gimme Some (1975) und Dance Across The Floor (1978) gehören.

## Leben
Horne wurde am 28. September 1949 in West Palm Beach, Florida in den Vereinigten Staaten als Einzelkind eines Lehrer-Ehepaars geboren. 1971 schloss er ein Soziologiestudium an der Bethune-Cookman University in Daytona Beach ab. Später zog er nach Miami, um seine Karriere als Aufnahmekünstler zu beginnen.
Den Höhepunkt seiner Karriere erreichte er in den 1970er Jahren, als er Disco- und Pop-Songs für Labels wie Alston Records sowie Sunshine Sound Records, eine Tochtergesellschaft von TK Records, aufnahm. Sein größter Hit Dance Across The Floor wurde 1978 veröffentlicht und war seine einzige R&B-Top-10-Hit-Single. Sie wurde von Harry Wayne Casey von KC and the Sunshine Band geschrieben und produziert und mit Doppelgold ausgezeichnet. Eine Top-20-R&B-Single war You Get Me Hot, die 1979 bei Sunshine Sound Records veröffentlicht wurde. Mehrere andere Veröffentlichungen von ihm während dieser Zeit waren beliebte Discothekenhits, darunter Spank, Gimme Some, Get Happy und Let Me (Let Me Be Your Lover). Seine Titel waren auch in Soul Train, American Bandstand und einigen Fernseh-Sitcoms zu hören. Hornes letzte Single, die es in die R&B-Charts schaffte, war Is It In im Jahr 1980.
Horne trat neben Harry Wayne Casey auch als Gast in der Marilu Henner Show auf.
Seit dem Ende seiner Musikkarriere ist Horne im Eventmanagement als Präsident von Joy Productions tätig, einem Unternehmen, das er 1976 gründete.
Am 6. Mai 2023 hatte er einen seiner wenigen Auftritte in Deutschland beim Baltic Soul Weekender #17.

## Diskografie

### Alben
- 1978: Dance Across the Floor
- 1979: Goin' Home for Love
- 1991: „Bo“ Horne ’91

### Singles
- 1967: Down the Road of Love
- 1972: Clean Up Man
- 1975: Don't Worry About It
- 1975: Gimme Some (Part One)
- 1977: Get Happy
- 1978: Dance Across the Floor
- 1978: Let Me (Let Me Be Your Lover)
- 1979: Spank
- 1979: You Get Me Hot
- 1979: If We Were Still
- 1980: Without You
- 1980: Is It In
- 1983: You're So Good to Me
- 1984: Rocket in the Pocket
- 1985: Let's Do It
- 1987: Show Me How Much
- 1987: Spank ’87
- 1989: Rhythm in My Heart

## Auszeichnungen für Musikverkäufe
| Goldene Schallplatte - Kanada - 1977: für die Single Gimme Some (Part One) |

| Land/RegionAuszeichnungen für Musikverkäufe (Land/Region, Auszeichnungen, Verkäufe, Quellen) | Gold  | Platin | Verkäufe | Quellen         |
| -------------------------------------------------------------------------------------------- | ----- | ------ | -------- | --------------- |
| Kanada (MC)                                                                                  | Gold1 | —      | 75.000   | musiccanada.com |
| Insgesamt                                                                                    | Gold1 | —      |          |                 |

## Coverversionen und Samples
Hornes Song Gimme Some aus dem Jahr 1975 war 1977 ein britischer Top-20-Hit für Brendon. Hornes Song Let Me (Let Me Be Your Lover) aus dem Jahr 1978 wurde von den Stereo MCs in ihrem Song Connected aus dem Jahr 1992 gesampelt. Hornes Song Spank wurde von DJ Falcon in dessen Song First gesampelt. Ein Jahr lang zwischen 1997 und 1998 wurde Hornes Song Get Happy aus dem Jahr 1977 im Hintergrund der Chris Rock Show auf HBO gespielt. Es findet zudem in The Councils Prepare for the Shining Verwendung. Sein Lied Dance Across the Floor aus dem Jahr 1978 wurde von CeeLo Green und Christina Aguilera in ihrem Nasty-Duett gesampelt, das im Mai 2011 veröffentlicht wurde.
Das Lied Dance Across the Floor wurde im erfolgreichen brasilianischen Gangsterfilm City of God verwendet. Es wurde zudem von Da Lench Mob für ihren Song Freedom Got an AK von 1993 sowie von DJ Cash Money & Marvelous für ihren Song The Mighty Hard Rocker von 1988 gesampelt. Spank wurde 1998 für D'Menaces Deep Menace sowie für Ultra Natés Release The Pressure gesampelt und wurde auch im Film Studio 54 von 1998 verwendet. Is It In wurde später auf dem fiktiven Radiosender Paradise FM in Grand Theft Auto: Vice City Stories von Rockstar Games gespielt. Zudem wurde es sowohl von den Jungle Brothers für ihren Song Beyond this World von 1989 sowie von Kasino für ihren Song Nasty Girl von 1998 gesampelt.